# طیف‌سنجی فلورسانس

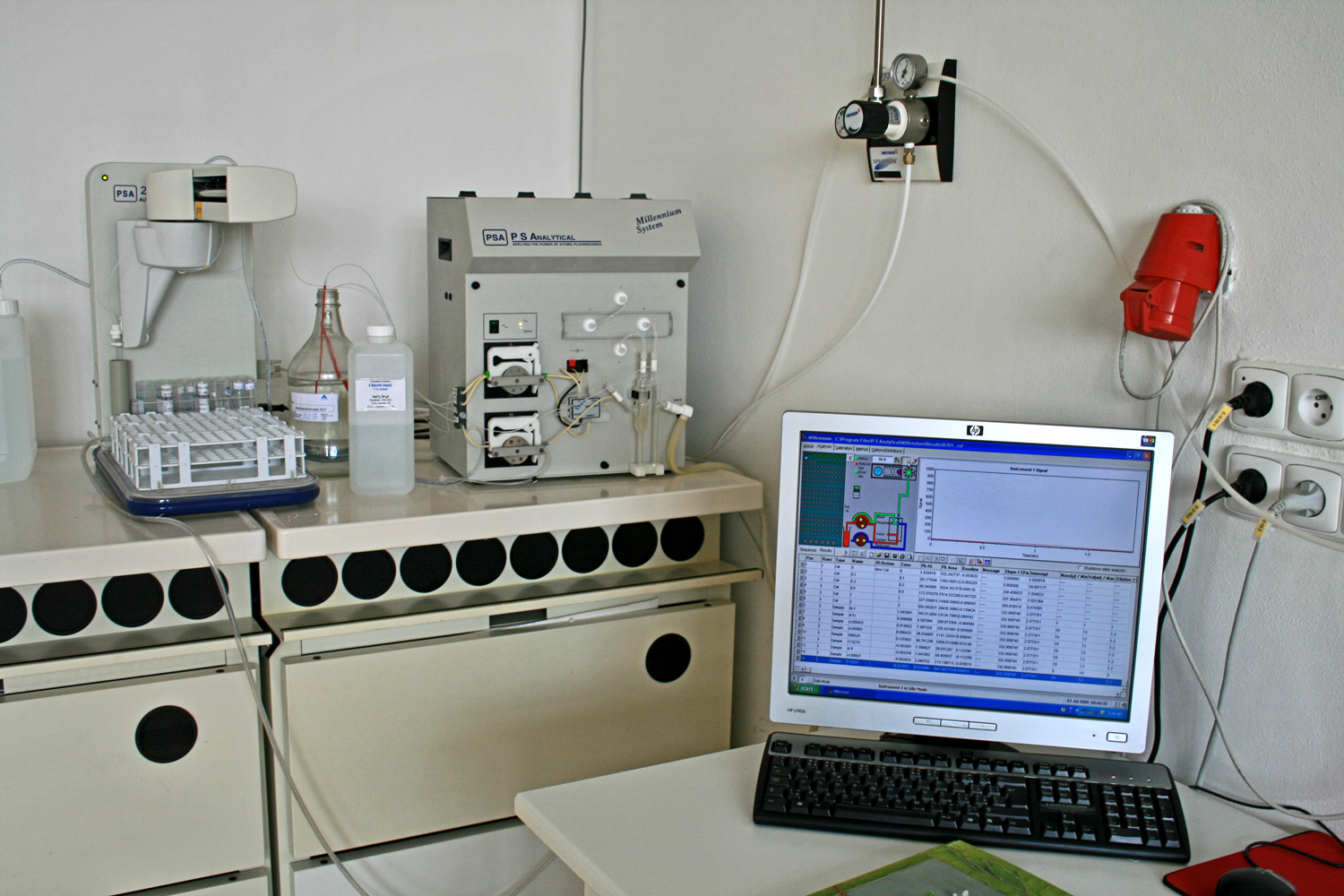
تحلیل‌گر طیف‌سنجی فلورسانس اتمی

طیف‌سنجی فلورسانس (که همچنین به عنوان فلوریمتری یا اسپکتروفلورومتری نیز شناخته می‌شود) نوعی طیف‌سنجی الکترومغناطیسی است که فلورسانس ناشی از یک نمونه را تحلیل می‌کند. این روش شامل استفاده از یک پرتو نور (معمولا نور فرابنفش) است که الکترون‌ها را در مولکول‌های ترکیبات خاص تحریک کرده و باعث انتشار نور از الکترون‌ها می‌شود. این نور معمولا مرئی است. در حالت‌ خاص طیف‌سنجی فلورسانس مولکول‌های منفرد، نوسانات شدت نور منتشر شده از فلوئورسازه‌های منفرد یا جفت‌های فلوئورسازه‌ها اندازه‌گیری می‌شود.
دستگاه‌هایی که فلورسانس را اندازه‌گیری می‌کنند، فلورومتر نامیده می‌شوند.
همچنین طیف‌سنجی جذبی که شامل انواع مختلفی می‌باشد، به عنوان روش مکمل عنوان می‌شود.

## نظریه
مولکول‌ها دارای حالت‌های مختلفی به نام سطوح انرژی هستند. طیف‌سنجی فلورسانس اغلب به حالات الکترونی و ارتعاشی می‌پردازد. به‌طور کلی، گونه‌ای که مورد بررسی قرار می‌گیرد دارای یک حالت الکترونی پایه (حالت انرژی پایین) و یک حالت الکترونی برانگیخته (حالت انرژی بالاتر) است. در هر یک از حالات الکترونی، سطوح ارتعاشی مختلفی وجود دارد.
در فلورسانس، گونه ابتدا با جذب یک فوتون، از حالت الکترونی پایه خود به یکی از سطوح ارتعاشی مختلف در حالت الکترونی برانگیخته منتقل می‌شود. برخورد با مولکول‌های دیگر باعث می‌شود که مولکول برانگیخته، انرژی ارتعاشی خود را از دست بدهد تا به پایین‌ترین سطح ارتعاشی در حالت الکترونی برانگیخته برسد. این فرآیند معمولا با استفاده از نمودار جابلونسکی تصویرسازی می‌شود.
سپس مولکول به یکی از سطوح ارتعاشی مختلف در حالت الکترونی پایه سقوط می‌کند و در این فرآیند یک فوتون ساطع می‌شود. چون مولکول‌ها ممکن است به هر یک از سطوح ارتعاشی مختلف در حالت پایه سقوط کنند، فوتون‌های منتشر شده انرژی‌های مختلف و به دنبال آن فرکانس‌های متفاوتی خواهند داشت. بنابراین، با تحلیل فرکانس‌های مختلف نور منتشر شده در طیف‌سنجی فلورسانس و شدت نسبی آن‌ها، ساختار سطوح ارتعاشی مختلف قابل تعیین است.
برای گونه‌های اتمی، این فرآیند مشابه است؛ با این حال، چون گونه‌های اتمی سطوح انرژی ارتعاشی ندارند، فوتون‌های منتشر شده اغلب در همان طول موج تابش وارده قرار دارند. فرآیند دوباره ساطع کردن فوتون جذب شده، فلورسانس تشدیدی نامیده می‌شود و با اینکه ویژگی فلورسانس اتمی است، در فلورسانس مولکولی نیز مشاهده می‌شود.

## دستگاه‌ها
دو نوع کلی دستگاه وجود دارد: نوع اول فلورومترهای فیلترداری هستند که از فیلتر برای جدا کردن نور تابشی و نور فلورسانس استفاده می‌کنند؛ و نوع دوم، اسپکتروفلورومترها هستند که از تک‌فام‌سازها و توری‌های پراش برای جداسازی نور تابشی و نور فلورسانس استفاده می‌کنند.

شماتیک کلی از اجزای یک فلوریمتر

هر دو نوع دستگاه از طرح زیر استفاده می‌کنند: نور از منبع تحریک از طریق یک فیلتر یا تک‌فام‌ساز عبور کرده و به نمونه می‌خورد. بخشی از نور تابشی توسط نمونه جذب می‌شود و برخی از مولکول‌های نمونه فلورسانس می‌دهند. نور فلورسانس در تمام جهات منتشر می‌شود. بخشی از این نور فلورسانس از یک فیلتر یا تک‌فام‌ساز دوم عبور کرده و به یک آشکارساز می‌رسد که معمولا در زاویه ۹۰ درجه نسبت به پرتو تابشی قرار دارد تا احتمال رسیدن نور تابشی منتقل شده یا بازتاب شده به آشکارساز کاهش یابد.
منابع نوری مختلفی می‌توانند به عنوان منابع تحریک و برانگیختگی استفاده شوند، از جمله لیزرهاو لامپ‌ها (به ویژه لامپ‌‌های قوسی زنون و لامپ‌های بخار جیوه). یک لیزر فقط نور با شدت بالا را در یک بازه طول موجی بسیار باریک، معمولا کمتر از ۰.۰۱ نانومتر، منتشر می‌کند که این امر باعث می‌شود که نیاز به تک‌فام‌ساز یا فیلتر تحریک نباشد. عیب این روش این است که طول موج لیزر به طور قابل توجهی تغییر نمی‌کند.
یک لامپ بخار جیوه لامپی خطی است، به این معنی که نور را در نزدیکی طول موج‌های اوج منتشر می‌کند. در مقابل، یک لامپ قوسی زنون طیف انتشار پیوسته‌ای دارد که شدت تقریبا ثابتی در بازه طول موجی ۳۰۰-۸۰۰ نانومتر دارد و شدت کافی برای اندازه‌گیری‌ها تا بالای ۲۰۰ نانومتر را فراهم می‌کند.

## تحلیل داده‌ها
در غلظت‌های پایین شدت فلورسانس معمولا متناسب با غلظت فلوئورساز است. برخلاف طیف‌سنجی فرابنفش/مرئی، طیف‌های استاندارد و مستقل از دستگاه به‌راحتی به‌دست نمی‌آیند.چندین عامل بر طیف‌ها تاثیر می‌گذارند و آن‌ها را دچار تحریف می‌کنند، بنابراین اصلاحاتی لازم است تا طیف‌های واقعی یا مستقل از دستگاه به‌دست آیند. انواع مختلف تحریف‌ها به دو دسته تحریف‌های مربوط به دستگاه یا تحریف‌های مربوط به نمونه تقسیم می‌شوند. به عنوان یک مثال برای تحریف‌های ناشی از دستگاه، شدت و ویژگی‌های موجی منبع نور دستگاه در طول زمان، در هر آزمایش، و بین آزمایش‌ها ثابت نمی‌ماند. همچنین هیچ لامپی شدت ثابتی در تمام طول موج‌ها ندارد. برای اصلاح این موضوع می‌توان یک تقسیم‌کننده پرتو پس از تک‌فام‌ساز یا فیلتر تحریک به‌کار برد تا بخشی از نور به آشکارساز مرجع هدایت شود.
علاوه بر این، باید به کارایی انتقال تک‌فام‌سازها و فیلترها توجه شود. این کارایی ممکن است در طول زمان تغییر کند. همچنین کارایی انتقال تک‌فام‌ساز بسته به طول موج متغیر است. به همین دلیل، باید یک آشکارساز مرجع اختیاری پس از تک‌فام‌ساز یا فیلتر تحریک قرار داده شود. درصد فلورسانسی که توسط آشکارساز دریافت می‌شود نیز به سیستم بستگی دارد. علاوه بر این، کارایی کوانتومی آشکارساز، یعنی درصد فوتون‌هایی که شناسایی می‌شوند، بین آشکارسازهای مختلف با طول موج و با گذر زمان متغیر است، زیرا آشکارساز به طور اجتناب‌ناپذیری دچار فرسایش می‌شود.

## کاربرد‌ها
طیف‌سنجی فلورسانس در زمینه‌های مختلفی از جمله تحقیقات بیوشیمیایی، پزشکی، و شیمیایی برای تجزیه و تحلیل ترکیبات آلی استفاده می‌شود. همچنین گزارش‌هایی از استفاده آن در تفکیک تومورهای سرطانی از تومورهای خوش‌خیم وجود دارد. روش‌های طیف‌سنجی فلورسانس اتمی برای تجزیه و تحلیل ترکیبات موجود در هوا، آب یا سایر محیط‌ها مفید هستند؛ مانند شناسایی فلزات سنگین اعم از جیوه در انواع محیط‌‌ها.
فلورسانس همچنین می‌تواند برای هدایت فوتون‌ها به کار رود، مانند کاربرد آن در جمع‌آورنده‌های خورشیدی فلورسنت.
علاوه بر این، طیف‌سنجی فلورسانس می‌تواند برای استفاده در مقیاس میکروسکوپی با کمک میکروفلوئوریمتر تنظیم شود. در شیمی تحلیلی، آشکارسازهای فلورسانس به همراه کروماتوگرافی مایع با کارآیی بالا استفاده می‌شوند. در زمینه تحقیقات آب، طیف‌سنجی فلورسانس می‌تواند برای نظارت بر کیفیت آب و شناسایی آلودگی‌های آلی به کار رود. پیشرفت‌های اخیر در علم کامپیوتر و یادگیری ماشین حتی امکان تشخیص آلودگی باکتریایی در آب را فراهم کرده است. در تحقیقات بیومدیکال، طیف‌سنجی فلورسانس برای ارزیابی کارآیی توزیع دارو از طریق پیوندهای متقاطع عوامل فلورسانس به داروهای مختلف استفاده می‌شود.
همچنین طیف‌سنجی فلورسانس در تحقیقات بیوفیزیکی به افراد این امکان را می‌دهد تا دامنه‌های لیپیدی در غشاهای سلولی را مشاهده و شناسایی کنند.